# Лайелл (гора)
Лайелл (англ. Mount Lyell) — самая высокая вершина Йосемитского национального парка, высотой 3997 м над уровнем моря. Расположена в юго-восточной части хребта Кафедрал, в 1,9 км на северо-запад от пика Роджерса. Названа в честь Чарлза Лайелла, известного геолога XIX века. Вершина имеет крупнейший ледник в Йосемити, ледник Лайелла, вблизи ледника Маклюр на горе Маклюр. Гора Лайелл образует водораздел между рекой Тоулумни (Tuolumne) на севере, Мерсед на западе, и озером Моно на юго-востоке.